# Michal Murín (policista)
Michal Murín (* 30. června 1962) je český policista, v letech 2015–2018 ředitel Generální inspekce bezpečnostních sborů.

## Život
V roce 2002 absolvoval magisterský studijní program Policejní akademie České republiky a v roce 2004 složil rigorózní zkoušku na Akadémii Policajného zboru v Bratislave (získal titul JUDr.).
Od roku 1982 byl ve služebním poměru u Sboru národní bezpečnosti a po sametové revoluci u Policie České republiky. Během své policejní kariéry šéfoval odboru obecné kriminality středočeské policejní správy, vedl kladenskou policii a byl šéfem policejního oddělení Praha-západ. Jako policista se například zabýval případem „lesního vraha“ Viktora Kalivody, který v roce 2005 vraždil v lesích na Brněnsku a Kladensku, nebo sebevraždou skladatele Karla Svobody z roku 2007. Vypracoval se do hodnosti plukovníka a od června 2014 byl náměstkem ředitele Generální inspekce bezpečnostních sborů (GIBS) pro trestní řízení.
Michal Murín je ženatý a má tři děti. V roce 2012 obdržel od tehdejšího policejního prezidenta Petra Lessyho medaili za věrnost za 30 let působení u policie. V 80. letech 20. století byl členem KSČ.

## Ředitel GIBS
Když na konci listopadu 2015 skončil ve vedení Generální inspekce bezpečnostních sborů (GIBS) – inspekce rozkrývající zločiny policistů, celníků a příslušníků vězeňské služby, Ivan Bílek, byl jejím vedením od prosince pověřen Michal Murín. Dne 4. prosince 2015 jej premiér Bohuslav Sobotka (ČSSD) představil Výboru pro bezpečnost Poslanecké sněmovny PČR jako kandidáta na post nového ředitele GIBS a výbor jeho jmenování jednomyslně podpořil. O tři dny později návrh na jeho jmenování schválila i Sobotkova vláda – vláda ČSSD, ANO a KDU-ČSL.
Dne 27. února 2018 Murín oznámil, že na něj premiér ČR Andrej Babiš tlačí, aby do konce února 2018 odešel z funkce. V roce 2018, v době vyšetřování dotace na farmu Čapí hnízdo, premiér Andrej Babiš Michalovi Murínovi na Úřadu vlády ČR řekl: „Když se dohodneme, bude to bez skandálu.“ Odmítl to a 15. března 2018 Andrej Babiš oznámil, že jej výkonu služby zprostí. Z důvodu velikého tlaku, který se týkal i jeho manželky, a vyčerpání z dlouhodobého stresu, skončil Murín v polovině dubna 2018 v nemocnici. Objevily se spekulace, že ze zdravotních důvodů na funkci rezignuje. To však sám popřel. Dne 17. dubna 2018 vydal prohlášení, že na svou pozici přeci jen, aby předešel útokům na GIBS, na konci dubna rezignuje.
Na místo ředitele GIBS – útvaru, který mohl vyšetřovatele kauzy Čapího hnízda zastrašit, výběrová komise z dvanácti kandidátů vybrala Radima Dragouna, bývalého okresního státního zástupce v Lounech, který z korupce obžaloval a před soud dostal několik soudců, a který zrychleně – za tři roky, vystudoval práva v Plzni, když mu část studií z Policejní akademie z let 1994 až 1997 uznali a započítali. Redakce Aktuálně.cz upozornila, že komise nevybrala kandidáta, který práva studoval pět let. GIBS pod vedením Radima Dragouna začal prověřovat vyšetřovatele kauzy Čapího hnízda Pavla Nevtípila, mimo jiné v pět let odložený případ papírny Neograph. Pavel Nevtípil před volbami v roce 2021 u policie skončil. Dne 28. října 2019 prezident Miloš Zeman na žádost premiéra Andreje Babiše ředitele GIBS Radima Dragouna, který byl ve služebním poměru rok, jmenoval brigádním generálem. Ve čtvrtek 31. srpna 2023 Dragounovi skončilo pětileté funkční období ředitele GIBS. Týden předtím zvítězil ve výběrovém řízení a výběrová komise jej doporučila na pozici olomouckého vrchního státního zástupce a nejvyšší státní zástupce Igor Stříž jej navrhl ministrovi spravedlnosti Pavlu Blažkovi (ODS) ke jmenování. Na pozici ředitele GIBS Dragouna, bez výběrového řízení organizovaného vládou Petra Fialy, vystřídal dosavadní náměstek GIBS Vít Hendrych.
Po odchodu Michala Murína Andrej Babiš ministerstvu financí Aleny Schillerové (za ANO) nařídil finanční kontrolou v GIBS. V říjnu 2020 Radim Dragoun písemně vyrozuměl premiéra Andreje Babiše o výsledku daňové prověrky GIBS. Informoval jej, že pokuty jsou škodou na majetku způsobenou předchůdcem, Michalem Murínem. Na základě anonymu začalo trestní řízení – ještě jako ředitel si Michal Murín na půl úvazku najal mediálního poradce (konzultanta) pro zlepšení veřejného obrazu útvaru GIBS. Hospodaření – podezření zda inspekci nelegálně nepřipravil o peníze – podezření z porušení povinnosti při správě cizího majetku a zneužití pravomoci úřední osoby, prošetřovala po jeho odchodu policie, Andrej Babiš považoval výdaj za nepřijatelný a vymáhal po Murínovi 547 tis. Kč. Dne 8. prosince 2021 bylo jedno z posledních rozhodnutí Andreje Babiše jako premiéra zamítnutí odvolání Murína proti pokutě. Kriminalisté případ uzavřeli s tím, že se trestného činu Michal Murín nedopustil. Pokuta byla předmětem pokračujícího sporu, řešil ji nový premiér Petr Fiala (ODS) v době, kdy redakce Seznam Zprávy poukázala na bývalou ministryni financí Babišovy vlády Alenu Schillerovou, která ze státních prostředků utratila téměř 2 miliony Kč za profesionálního fotografa a kameramana pro svou prezentaci – sebepropagaci, na Instagramu a jinde na sociálních sítích.